# 阿斯特 (堪薩斯州)
阿斯特（英語：Astor）是位於美國堪薩斯州格里利縣的一個鬼鎮。

## 歷史
阿斯特的郵政局於1888年設立，直到1896年結束營運。